# Le Bec-Thomas
Le Bec-Thomas település Franciaországban, Eure megyében. Lakosainak száma 200 fő (2022. január 1.). Le Bec-Thomas Fouqueville, La Harengère, Saint-Ouen-de-Pontcheuil és Saint-Pierre-des-Fleurs községekkel határos.

## Népesség
A település népességének változása:
| Lakosok száma | 119  | 159  | 190  | 229  | 203  | 214  | 219  | 219  | 213  | 200  |
|               | 1968 | 1982 | 1990 | 2006 | 2013 | 2015 | 2017 | 2019 | 2020 | 2022 |